# Box-office Russie 2016

## Les millionnaires
| Class. | Titre                                                                 | Pays                   | Réalisateur                                                                        | Box-Office Russie |
| ------ | --------------------------------------------------------------------- | ---------------------- | ---------------------------------------------------------------------------------- | ----------------- |
| 1      | Zootopie                                                              | Drapeau des États-Unis | Joachim Rønning Espen Sandberg                                                     | 39 153 348 $      |
| 2      | Comme des bêtes                                                       | Drapeau des États-Unis | Chris Renaud Yarrow Cheney                                                         | 33 241 623 $      |
| 3      | Viking (Викинг)                                                       | Drapeau de la Russie   | Andreï Kravtchouk                                                                  | 26 833 929 $      |
| 4      | Deadpool                                                              | Drapeau des États-Unis | Tim Miller                                                                         | 26 002 884 $      |
| 5      | Suicide Squad                                                         | Drapeau des États-Unis | David Ayer                                                                         | 25 626 359 $      |
| 6      | The Crew (Экипаж, Ekipazh)                                            | Drapeau de la Russie   | Nikolaï Lebedev                                                                    | 24 241 048 $      |
| 7      | Warcraft : Le Commencement                                            | Drapeau des États-Unis | Duncan Jones                                                                       | 22 850 673 $      |
| 8      | Doctor Strange                                                        | Drapeau des États-Unis | Scott Derrickson                                                                   | 22 318 675 $      |
| 9      | Les Animaux fantastiques                                              | Drapeau des États-Unis | David Yates                                                                        | 22 100 000 $      |
| 10     | Le Livre de la jungle                                                 | Drapeau des États-Unis | Jon Favreau                                                                        | 20 359 530 $      |
| 11     | Insaisissables 2                                                      | Drapeau des États-Unis | Jon Chu                                                                            | 17 357 569 $      |
| 12     | Passengers                                                            | Drapeau des États-Unis | Morten Tyldum                                                                      | 17 343 776 $      |
| 13     | Captain America: Civil War                                            | Drapeau des États-Unis | Anthony et Joe Russo                                                               | 16 557 300 $      |
| 14     | The Revenant                                                          | Drapeau des États-Unis | Alejandro González Iñárritu                                                        | 16 193 801 $      |
| 15     | Miss Peregrine et les Enfants particuliers                            | Drapeau des États-Unis | Tim Burton                                                                         | 15 320 980 $      |
| 16     | L'Âge de glace : Les Lois de l'Univers                                | Drapeau des États-Unis | Michael Thurmeier                                                                  | 15 055 431 $      |
| 17     | Kung Fu Panda 3                                                       | Drapeau des États-Unis | Jennifer Yuh Nelson Alessandro Carloni                                             | 13 905 351 $      |
| 18     | Vaiana : La Légende du bout du monde                                  | Drapeau des États-Unis | Ron Clements John Musker                                                           | 13 890 865 $      |
| 19     | Les Trois Chevaliers et le Roi des mers (Три богатыря и Морской царь) | Drapeau de la Russie   | Constantin Feoktistov                                                              | 13 777 741 $      |
| 20     | Yolki 5                                                               | Drapeau de la Russie   | Timour Bekmambetov Indar Djendoubaev Alexander Kott Vadim Perelman Andreï Chavkero | 13 609 113 $      |
| 21     | Les Trolls                                                            | Drapeau des États-Unis | Mike Mitchell Walt Dohrn                                                           | 13 012 294 $      |
| 22     | Batman v Superman : L'Aube de la justice                              | Drapeau des États-Unis | Zack Snyder                                                                        | 12 683 409 $      |
| 23     | Angry Birds, le film                                                  | Drapeau des États-Unis |                                                                                    | 11 996 823 $      |
| 24     | Rogue One: A Star Wars Story                                          | Drapeau des États-Unis | Gareth Edwards                                                                     | 11 409 243 $      |
| 25     | Gods of Egypt                                                         | Drapeau des États-Unis | Alex Proyas                                                                        | 11 358 404 $      |
| 26     | X-Men: Apocalypse                                                     | Drapeau des États-Unis | Bryan Singer                                                                       | 11 154 528 $      |